# Moresco (Marken)

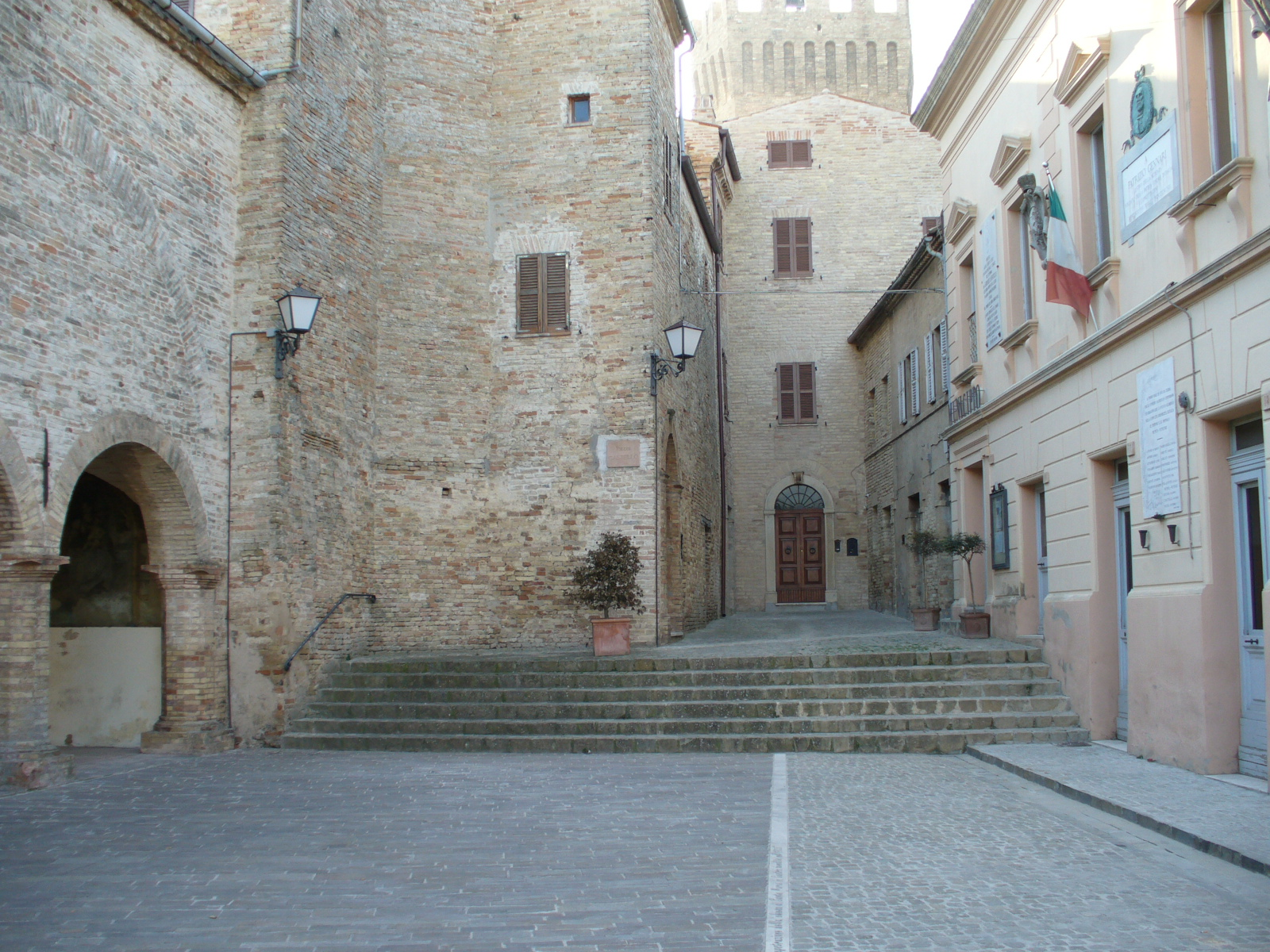
Platz in Moresco

Moresco ist eine italienische Gemeinde mit 522 Einwohnern (Stand 31. Dezember 2023) in der Provinz Fermo in den Marken. Die Gemeinde liegt etwa 8,5 Kilometer südlich von Fermo und grenzt unmittelbar an die Provinz Ascoli Piceno. Die südliche Gemeindegrenze bildet der Aso.
Moresco ist Mitglied der Vereinigung I borghi più belli d’Italia (Die schönsten Orte Italiens).

## Gemeindepartnerschaft
Moresco unterhält seit 2004 eine inneritalienische Partnerschaft mit Pioppa, einem Ortsteil der Gemeinde Cesena in der Provinz Forlì-Cesena.